# Josef Lomický
Josef Lomický (Checoslovaquia, 19 de febrero de 1958) es un atleta checoslovaco retirado especializado en la prueba de 4x400 m, en la que consiguió ser medallista de bronce europeo en 1978.

## Carrera deportiva
En el Campeonato Europeo de Atletismo de 1978 ganó la medalla de bronce en los relevos 4x400 metros, con un tiempo de 3:04.99 segundos, tras Alemania del Oeste y Polonia (bronce).